# Ellopták szívemet
A Ellopták szívemet kezdetű virágének Pálóczi Horváth Ádám 1813-ban kiadott Ötödfélszáz énekek című művében jelent meg.
Feldolgozás:
| Szerző     | Mire          | Mű                        |
| ---------- | ------------- | ------------------------- |
| Kern Aurél | ének, zongora | Pianoforte III., 9. kotta |

## Kotta és dallam
| Ellopták szívemet, jól érzem, aki ellopta is, esmérem. Tied vagyok, rabod vagyok, megkötözött foglyod vagyok, édesem. | Szerencsés és kedves tolvaj vagy., de ha már megloptál, el se hagyj! Tied vagyok… |

## Felvételek
- Ellopták szívemet. Béres Ferenc (ének), Pertis Zsuzsa (csemballó)  YouTube (1971. május 12.)  (Hozzáférés: 2017. január 29.) (audió)
- Ellopták szívemet. Kalmár Magda (ének), Benkő Dániel (gitár)  YouTube (1977. augusztus 15.)  (Hozzáférés: 2017. január 29.) (audió)
- Ellopták a szívemet. Harangozó Teréz  YouTube (2010. január 24.)  (Hozzáférés: 2017. január 29.) (videó)
- Ellopták szívemet. Rodriguez Szintia  YouTube (2013. január 10.)  (Hozzáférés: 2017. január 29.) (audió)